# Infiltrazione (militare)
L'infiltrazione è una tattica militare che consiste nell'introduzione di unità all'interno di un territorio controllato dal nemico allo scopo di effettuarvi operazioni militari. L'infiltrazione rappresenta quindi "un mezzo" per creare il presupposto di poter eseguire "lo scopo" (la missione).
Esistono svariate metodologie di infiltrazione così come sono varie le tipologie di missione che si possono compiere dietro le linee nemiche all'interno delle zone occupate dall'avversario.
In generale, l'infiltrazione tende ad essere eseguita facendo in modo di non essere scoperti e sfrutta diverse modalità di ingresso nell'area nemica: in modo attivo per via terrestre, per via aerea e per vie acquatiche, nonché in modo passivo lasciandosi sopravanzare dall'eventuale avanzata del nemico.
Le missioni possibili effettuabili all'interno di una zona controllata dal nemico che richiedono una preventiva infiltrazione sono soprattutto le missioni tese alla raccolta informazioni (HUMINT), le incursioni (a prescindere che vengano effettuate per portare a termine un'azione diretta, un sabotaggio o una liberazione di ostaggi), le missioni di acquisizione obiettivi e/o designazione bersagli oltre alle azioni di interdizione d'area.
Normalmente, al termine di queste missioni, si procede con l'operazione inversa dell'infiltrazione: l'esfiltrazione.

## Storia

### In Italia
Nella storia del paracadutismo italiano si trova traccia di infiltrazioni e interdizioni di area nella seconda guerra mondiale in progetti che prevedevano la destinazione di reparti a lasciarsi superare dal nemico invasore per poi operare nelle sue retrovie. A tale scopo il 10º Reggimento arditi aveva costituito compagnie speciali in ciascun Battaglione, con l'intento di impiegarle in Sicilia, Sardegna e Corsica. Nei fatti, soltanto in Sicilia il progetto si concretizzò in qualche episodio di modesto rilievo. Anche per il 185º Reggimento paracadutisti (III, VIII e XI Battaglione) si delineò un impiego nelle retrovie Alleate dopo l'invasione della Sicilia mediante infiltrazione statica (lasciandosi superare), ma il precipitare degli eventi non lasciò campo all'attuazione.
Nella storia del Paracadutismo italiano la controinterdizione ha trovato attuazione in un'operazione di controguerriglia condotta nel Carso Goriziano contro i partigiani Jugoslavi nella primavera del 1943 dal 185º Reggimento paracadutisti (III e, in seguito, anche XI Battaglione) con procedimenti innovativi, fondati su tecniche proprie della guerriglia, attività incessante, spiccata iniziativa, determinazione unita a comportamento corretto nei confronti sia della controparte, sia della popolazione. I risultati premiarono l'impegno dei paracadutisti: l'area fu "bonificata"; i partigiani furono costretti a migrare verso altre zone, mentre i paracadutisti rientrarono alla sede stanziale. Anche nel periodo della guerra civile in Italia vi furono tentativi da parte del III Gruppo esplorante della Divisione "San Marco" della RSI, al comando del maggiore Marcianò (già comandante del II/10º Reggimento arditi), di impostare la lotta antipartigiana adottando i procedimenti dell'avversario. I risultati furono di qualche rilievo.
Dagli anni 2000 questi compiti sono svolti dal 185º Reggimento paracadutisti ricognizione acquisizione obiettivi "Folgore".

## I metodi di infiltrazione

### Per via terrestre
L'infiltrazione attiva per via terrestre viene eseguita a terra con i mezzi più appropriati secondo la disponibilità degli stessi, il terreno, il tipo (ed il comportamento) del nemico e la missione da compiere: a piedi, con mezzi animali o con mezzi a motore.
L'infiltrazione a piedi è forse quella più classica nel combattimento moderno, data l'attuale diluizione delle forze normalmente dispiegate sul terreno e potendo essere eseguita anche a corto raggio per compiti tattici a beneficio di comandi anche a basso livello da pattuglie di truppe non specializzate: soprattutto quando le linee di schieramento non sono continue (e quando non è sufficiente allo scopo il semplice pattugliamento della "terra di nessuno" tra due opposti schieramenti) non è raro il caso dell'impiego di pattuglie di fanteria che si infiltrino tra le linee avversarie per missioni di ricognizione tattica o per la cattura di elementi avversari da riportare dietro le proprie linee allo scopo di interrogarli. Persino per missioni particolari eseguite da truppe specializzate, a piedi viene spesso eseguita l'ultima parte di un'infiltrazione anche quando quest'ultima prevede l'impiego di altri mezzi per la parte iniziale del movimento (ad esempio quando una pattuglia viene inserita tramite elicottero in una zona controllata dal nemico ed effettua poi, per sicurezza, l'ulteriore avvicinamento occulto alla zona obiettivo a piedi). Il terreno elettivo dove condurre un'infiltrazione a piedi è quello "rotto" che presenta il maggior numero possibile di zone che permettono il transito di piccoli gruppi di uomini in modo occulto: presenza di fitta vegetazione (boschi o giungle), anfratti, percorsi non facilmente visibili in quanto la linea di visuale è spesso "coperta" dalla presenza di rocce (montagne) ed eventuale presenza di numerosi percorsi la cui sede sia ad una conveniente profondità (canali d'irrigazione, fossi) che possono essere sfruttati per permettere il passaggio senza esporsi alla vista del nemico. Anche centri urbani (specie se poco abitati o disabitati, anche a causa degli eventi bellici), reti di caverne o reti fognarie si prestano a far parte del percorso di infiltrazione: in ogni caso, in fase di pianificazione della missione, occorre sempre tener presenti le caratteristiche del territorio che deve soddisfare la possibilità di mettere in pratica quelle tecniche che permettono di trovare percorsi nascosti alla vista ed, eventualmente, trovare zone di sosta che permettano di vedere senza essere visti.
L'infiltrazione con mezzi animali, come cavalli o muli, è ormai desueta negli eserciti moderni: i pochi che ancora li usano (come l'esercito elvetico), lo fanno soprattutto per compiti logistici di approvvigionamento per le truppe in terreni particolari, per quanto fosse usuale per i mujahedin afghani muoversi con cavalli all'interno di zone che, formalmente, avrebbero dovuto essere sotto il controllo sovietico durante la guerra in Afghanistan dal 1979 al 1989.
L'infiltrazione per via terrestre con mezzi a motore (motocicli, autoveicoli fuoristrada o generici motoveicoli), anche se meno "riservata" rispetto a quella effettuata a piedi, viene usata qualora gli ampi spazi dell'area obiettivo e le lunghe distanze per raggiungerla siano tali da rendere conveniente (o indispensabile) l'uso di tali mezzi a scapito di una certa "invisibilità", oltre ad essere la norma per i moderni reparti di cavalleria esplorante, ormai dotati di veloci mezzi corazzati o di elicotteri. Esempi importanti di tale tipologia di infiltrazione sono state le penetrazioni/infiltrazioni motorizzate compiute dal LRDG e dal SAS britannici nel teatro nordafricano durante la seconda guerra mondiale e le successive infiltrazioni dello stesso SAS durante l'operazione "Archway", da marzo a maggio 1945 in territorio tedesco. In tempi più recenti, numerose pattuglie motorizzate di forze speciali si sono infiltrate in territorio iracheno nel tentativo di trovare le batterie di missili SCUD durante la guerra del golfo del 1990-91.Spesso con compiti di designazione laser dei bersagli,per permettere agli aerei di colpire i bersagli nemici da loro designati con illuminatori laser.
Oltre alla forma attiva, esiste una forma di infiltrazione terrestre "passiva" che non prevede un'attività di movimento per entrare nella zona controllata dal nemico da parte della pattuglia o del reparto che deve infiltrarsi, bensì sfrutta la stessa avanzata dell'avversario per rimanere nell'area che, continuando l'avanzata avversaria (o la semplice occupazione del territorio), diverrà presto una zona delle sue retrovie. A differenza dei normali reparti combattenti che, sopravanzati dal nemico, potrebbero rimanere isolati dal resto delle forze amiche ed essere costretti o alla resa (causa impossibilità di sostegno logistico) o al combattimento (per aprirsi la via del ricongiungimento con il resto delle proprie forze in arretramento), l'infiltrazione passiva (conosciuta con vari nomi a seconda del periodo storico e della nazionalità dell'esercito che l'ha attuata o prevista in sede dottrinale) presuppone l'impiego di reparti appositamente addestrati a non farsi notare durante la fase di combattimento e sfondamento da parte dell'avversario per poter rimanere in loco e proseguire la propria attività, eseguendo vari tipi di missione fino al momento della propria esfiltrazione o del proprio ricongiungimento con le forze amiche che eventualmente hanno riconquistato il terreno precedentemente perso.

### Per via aerea
A volte, la missione da compiere deve essere eseguita a distanze tali e/o in tempi così ristretti, da necessitare l'utilizzo di un mezzo veloce capace di percorrere grandi distanze in breve tempo: se sono state create le condizioni per poter utilizzare in relativa sicurezza lo spazio aereo fino all'area d'azione prevista per il distaccamento operativo che effettuerà la missione, il mezzo che viene normalmente scelto è quello aereo, sia esso ad ala fissa o ad ala rotante (elicottero) secondo le necessità o la convenienza. In genere, viene usato l'elicottero per l'inserimento del distaccamento in zone più vicine rispetto a quelle per cui si usa l'aereo, anche se vi sono distanze dove l'utilizzo di uno o l'altro sarebbe perfettamente intercambiabile e la scelta tra i due mezzi avviene prevalentemente per ragioni tattiche o logistiche.
Come per l'infiltrazione puramente terrestre, il distaccamento operativo incaricato della missione da compiere nel territorio controllato dal nemico può essere inserito in diversi modi anche per l'infiltrazione che sfrutta un mezzo aereo.
Nel caso di utilizzo dell'elicottero, il distaccamento può prendere terra a seguito dell'atterraggio del mezzo oppure con il mezzo ancora in volo. Nel primo caso si parlerà di "elisbarco" e, una volta rilasciato a terra, il gruppo incaricato della missione proseguirà l'infiltrazione per raggiungere l'area d'operazioni vera e propria adottando uno dei modi previsti per quella terrestre: qualora l'elisbarco fosse fatto direttamente sull'obiettivo (ad esempio nel possibile caso di un raid o di un'operazione di liberazione ostaggi, se così ne fosse previsto lo svolgimento) non si parlerebbe più di infiltrazione ma di "elisbarco d'assalto" vero e proprio, soprattutto se il reparto sbarcato fosse numericamente relativamente consistente.
Con il mezzo ancora in volo, la pattuglia può scendere a terra utilizzando sistemi diversi a seconda della quota di volo dell'elicottero e del fatto che il volo sia rettilineo con il mezzo in movimento o stazionario ("hovering"). Nel caso di "hovering", la pattuglia può semplicemente saltare a terra se la quota è bassissima (un paio di metri al massimo) mentre a quote maggiori, ma sempre limitate a meno di una decina di metri, può effettuare la discesa in corda doppia o la discesa con l'utilizzo del "barbettone" (sistema chiamato "fast rope" dagli anglofoni): in pratica una vera e propria corda di generoso diametro per essere resistente e sufficientemente rigida da permettere la calata del personale con il solo e semplice uso dei propri arti (anche se in addestramento può essere usato anche un moschettone abbinato ad un'imbragatura per sicurezza). Questi ultimi sistemi si usano particolarmente quando la "landing zone" (zona di presa a terra o di sbarco) presenta ostacoli che impediscono l'atterraggio effettivo dell'elicottero: queste tecniche sono infatti state inventate e messe a punto dai reparti LRRP (long range reconaissance patrol) americani durante la Guerra del Vietnam per poter scendere a terra anche nel bel mezzo della giungla, sia per evitare zone aperte adatte all'atterraggio che, sicuramente, sarebbero state presidiate o quantomeno tenute sotto osservazione da vietcong o da regolari nord-vietnamiti, sia per aumentare le possibilità di non essere rilevati immediatamente nonostante l'utilizzo di un mezzo rumoroso come l'elicottero.
In tutti i casi sopracitati, l'operazione eseguita dall'elicottero (o dagli elicotteri) verrebbe classificata come inserzione, particolarmente nel caso di presa a terra all'interno di territorio controllato dall'avversario da parte di reparti numericamente esigui (come generalmente sono quelli composti da operatori FS/FOS).
Da quote maggiori, per la presa a terra si usa il paracadute, sia lanciandosi da un velivolo ad ala fissa che da un elicottero e, in quest'ultimo caso, sia in caso di volo rettilineo che stazionario (quest'ultimo utilizzato più in addestramento che in fase operativa).
Normalmente si impiega la tecnica del "lancio vincolato" come in uso nei normali reparti di fanteria paracadutista anche se, negli ultimi decenni, per infiltrazioni realmente occulte, sono sempre più apprezzate le tecniche di "lancio comandato" da media o alta quota in quanto la tecnica di lancio vincolato, normalmente eseguita da quote basse, pur essendo adatta al lancio di reparti d'assalto numerosi (operativamente si tratta di lanci effettuati tra i 250-300 e i 450 metri al massimo, per evitare al reparto lanciato tempi di esposizione troppo lunghi all'azione nemica e per evitare una dispersione eccessiva degli uomini una volta arrivati a terra che impedirebbe un veloce riordino del reparto, dispersione che aumenta all'aumentare della quota, essendo i paracadutisti in balia delle correnti aeree utilizzando paracadute non facilmente e solo parzialmente manovrabili), si presta meno al rilascio di reparti piccoli che devono successivamente infiltrarsi in maniera occulta, visto che il passaggio del mezzo aereo a bassa quota è facilmente rilevabile da terra, così come le possibili zone di lancio del reparto, oltre ad esporre il mezzo aereo alle reazioni avversarie anche con mezzi anti-aerei a corto raggio. La tecnica paracadutistica del lancio a caduta libera (TCL) ed apertura comandata, permette il lancio medesimo da quote più elevate, lasciando maggiore incertezza nel nemico su quale zona atterrerà la poco numerosa pattuglia, utilizzando quest'ultima anche una tipologia di paracadute a grande manovrabilità che permette di allontanarsi dal punto di lancio e di scegliere zone di atterraggio più lontane continuando ad assicurare l'arrivo di tutti i componenti del distaccamento a pochi metri di distanza uno dall'altro, eliminando così anche i problemi di riordino a terra tipico di reparti paracadutisti numerosi i cui componenti arrivano al suolo normalmente sparsi su una vasta superficie.
I vantaggi dei lanci comandati, da parte di piccoli nuclei, vengono esaltati quando effettuati da alta o altissima quota utilizzando le tecniche HALO (High Altitude Low Opening) o HAHO (High Altitude High Opening) che necessitano di personale addestrato anche all'uso degli indispensabili apparati di respirazione ad ossigeno, oltre ad essere dotato di apposito vestiario per resistere all'esposizione di un ambiente dove la temperatura è molto bassa e l'ossigeno estremamente rarefatto per periodi piuttosto lunghi, soprattutto nel caso della tecnica HAHO che permette navigazioni a vela ad alta quota fino ad una quarantina di chilometri di distanza dal punto di lancio dall'aereo.HAHO è un acronimo che nel Paracadutismo sta per High Altitude High Open (Alta Altitudine alta Apertura).
È il classico lancio di guerra da incursione (interdizione d'area) usato dai corpi speciali per infiltrarsi in zone nemiche senza essere avvistati muniti di GPS personale e NVG (Night Vision Goggles - Occhiali per la visione notturna). Il salto è effettuato da circa 8.000 metri con bombola di ossigeno e tuta termica. L'apertura avviene subito dopo il lancio (dipende dall'operazione). Vengono usati paracadute a "profilo alare" molto grossi per poter coprire una maggiore distanza orizzontale (circa 40 km) (i Navy SEALs usano dei 300 sq.ft.).
In Italia questo tipo di brevetto viene preso per lo più dagli operatori del 9º Reggimento d'assalto paracadutisti "Col Moschin" e dagli operatori del 17º Stormo incursori per via del fatto che è obbligatorio possederlo se si vuole far parte di questi reparti. Tuttavia tutti gli operatori delle Forze speciali italiane possono prenderlo, tant’è che attualmente ci sono operatori del 185º RRAO che lo possiedono.HAHO è un acronimo che nel Paracadutismo sta per High Altitude High Open (Alta Altitudine alta Apertura).
È il classico lancio di guerra da incursione (interdizione d'area) usato dai corpi speciali per infiltrarsi in zone nemiche senza essere avvistati muniti di GPS personale e NVG (Night Vision Goggles - Occhiali per la visione notturna). Il salto è effettuato da circa 8.000 metri con bombola di ossigeno e tuta termica. L'apertura avviene subito dopo il lancio (dipende dall'operazione). Vengono usati paracadute a "profilo alare" molto grossi per poter coprire una maggiore distanza orizzontale (circa 40 km) (i Navy SEALs usano dei 300 sq.ft.).
HALO è un acronimo che nel Paracadutismo sta per High Altitude Low Open (Alta Altitudine Bassa Apertura).
È una tecnica di lancio paracadutistico militare da incursione usato dalle forze speciali per infiltrarsi in zone nemiche senza essere avvistati; normalmente la squadra è munita di GPS personale e NVG (Night Vision Goggles - Occhiali per la visione notturna). Il salto è effettuato da circa 10.000 metri con bombola di ossigeno e tuta termica. Oppure, prima del lancio il paracadutista respira per 30-40 minuti ossigeno puro, così da saturare il flusso di sangue, evitando l'uso della bombola, che se usata in maniera errata può causare l'embolia. L'apertura avviene solitamente a una quota compresa fra i 4000 e i 3000 piedi dal suolo in modo da privilegiare la velocità a scapito della distanza percorribile in aria.
Nel linguaggio militare italiano spesso ci si riferisce a questa tecnica con l'acronimo T.C.L (Tecnica Caduta Libera).
Come nel caso di missioni aeree con l'impiego di elicotteri, anche nel caso di missioni intese a paracadutare piccoli nuclei di operatori in territorio nemico si parla di "inserzioni", come del resto ogni volta occorra l'utilizzo di un "mezzo vettore" di terzi (quindi non in dotazione al reparto preposto all'esecuzione finale della missione) per il trasporto e il rilascio di un'aliquota di FS/FOS in territorio potenzialmente ostile.
Esattamente come la pattuglia si infiltra in territorio nemico per eseguire una missione per poi esfiltrare una volta compiutala, allo stesso modo un mezzo vettore (aereo o meno) compie una missione di inserzione per rilasciare la pattuglia e può compiere una missione di estrazione per recuperarla e riportarla al sicuro.
Quest'ultimo termine (estrazione) non viene usato solamente per definire l'operazione inversa di "inserzione" compiuta con un mezzo vettore, ma anche per definire l'intervento speditivo stesso di una pattuglia che interviene per soccorrere e recuperare personale di interesse (come civili da evacuare da luoghi e/o situazioni pericolosi/e, oppure pattuglie precedentemente infiltrate ma ora in situazione di estremo pericolo, sotto il fuoco nemico o a seguito di operazione abortita) nonché da parte della stessa pattuglia in missione per richiedere al comando superiore il recupero urgente.
Occorre menzionare, infine, la possibilità di utilizzare anche velivoli ultraleggeri e deltaplani, come sperimentato dalle forze speciali francesi negli anni ottanta, anche se non ne è stata divulgata l'eventuale adozione come metodologia standardizzata per un loro eventuale uso effettivo.

### Per via acquatica
Per via acquatica: Tramite il rilascio da un sommergibile, di personale altamente qualificato, può avvenire tramite ingresso in zona nemica con attrezzature subacque Diver Propulsion Vehicle – DPV) veicoli subacquei a propulsione elettrica.utilizzati per il trasporto di uomini e materiali,o con l'uso di semplici gommoni pneumatici ,che verranno poi nascosti (spesso affondati,per poi essere riportati a galla a fine missione),con l'ingresso in grotte o gallerie con accesso sul mare (o lago) sopra o sotto il livello delle acque. In alcuni casi se i tunnel o grotte conducono ad un bunker la cosa è molto più difficile in quanto si presume l'ingresso sia videosorvegliato. Inoltre ci può essere anche sistema di disturbo o azzeramento di segnale per le comunicazioni o connessione satellitare. Sbarcare o approdare nuotando è operazione più facile specie su territorio con lunghe coste e con zone di vegetazione. Se la costa è alta e non ci sono varchi occorre saper anche scalare la parete della costa che se alta è molto impegnativa. Per tali operazioni occorrono corpi scelti addestrati a nuotare benissimo e anche in profondità, saper approdare furtivamente, saper scalare ed avere tutta la preparazione per muoversi anche in ambito terrestre, saper individuare ed eludere sistemi di sorveglianza armata, telecamere o sensori attivi sia di notte che di giorno.

## Le missioni

### Interdizione e Controinterdizione

#### Interdizione di area
Il termine è di origine statunitense (area interdiction) e, in campo terrestre, si riferisce alle azioni di contrasto condotte da forze militari o paramilitari (guerriglieri) in territorio controllato dall'avversario.
Nella versione britannica è impiegato il termine deep infiltration (infiltrazione in profondità).
In ambito NATO, prima del crollo del muro di Berlino, se ne individua una versione nello stay-behind, che prevedeva attività da svolgere nei territori eventualmente invasi da forze del Patto di Varsavia.
L'interdizione prevede l'infiltrazione di aliquote di forze in aree prescelte del territorio controllato dall'avversario allo scopo di precluderne o ridurne l'attività operativa mediante azioni fondate sulla sorpresa, fino alla conclusione di un ciclo operativo che è definita dalla remuneratività o dalla sostenibilità dell'impegno e si conclude con l'esfiltrazione o col ricongiungimento con forze amiche.
L'infiltrazione può aver luogo per via terrestre, aerea (aviolancio, atterraggio d'assalto, elitrasporto), acquea (in superficie, sottomarina, anfibia), ovvero con una combinazione delle vie suddette. Nella via terrestre è prevista anche la già citata soluzione statica.
Le aree di azione devono presentare:
- obiettivi remunerativi;
- disponibilità di zone di rifugio (impervie, coperte) per la condotta evasiva;
- popolazione favorevole o almeno neutrale, oppure assente.

Le forze destinate a ciascun'area sono costituite da complessi autonomi al livello di Compagnia, articolati su un Comando di Area (Comando di Compagnia) ed un numero variabile di pattuglie, fino a sei. La consistenza delle pattuglie, le pedine operative di impiego, si aggira sulla dozzina di elementi (un dato da considerare ricorrente).
La densità complessiva delle forze è valutabile in circa 1 operatore/2 km². Un complesso al livello di Compagnia "infesta" quindi un'area di circa 150 km².
Nel combattimento, i criteri sono i seguenti:
- sviluppare azioni violente e di brevissima durata, in serie e in coordinazione, per frazionare e disorientare la reazione;
- operare solo di notte, nei momenti e nei luoghi più inattesi per il nemico;
- sostare di giorno in bivacchi occulti, variandone spesso l'ubicazione;
- mantenere costantemente iniziativa e libertà di azione.

Gli obiettivi possono essere assegnati dal Comando superiore, specie all'inizio, ma sono più frequentemente acquisiti durante la missione.
Le azioni fondamentali sono il colpo di mano e l'imboscata. A queste si aggiungono il sabotaggio, il saccheggio, il cecchinaggio, la posa di mine e trappole.
L'alimentazione delle forze può prevedere:
- avio/elirifornimenti notturni;
- ricorso alle risorse locali: prede di cattura al nemico; caccia e pesca; prodotti vegetali spontanei; concorso della popolazione.

Il controllo tattico di un'area di interdizione compete a una base operativa operante in territorio amico, dislocata nell'ambito del Comando della Grande Unità complessa che conduce la manovra principale. Ne consegue l'esigenza di un sistema delle trasmissioni che preveda apparati idonei alle grandi distanze, utilizzando messaggi "contratti" con cifratura incorporata.
L'esfiltrazione utilizza le vie già previste per l'infiltrazione, ad esclusione della versione statica e dell'aviolancio.
L'Interdizione è congeniale ai paracadutisti: istituzionalmente destinati a operare in territorio non controllato da forze amiche; particolarmente addestrati al pattugliamento e al combattimento episodico; profondamente motivati e idonei ad affrontare situazioni ad alto coefficiente di rischio; gli unici in grado di utilizzare tutte le vie di infiltrazione.
L'interdizione si differenzia dunque dagli aviosbarchi di conquista o di incursione:
- per la maggiore durata;
- per gli obiettivi, da acquisire per lo più durante l'azione;
- per la composizione e articolazione delle forze;
- per i procedimenti di azione.

#### Controinterdizione
Il termine è di origine nazionale, e si riferisce all'azione di contrasto nei confronti dell'Interdizione (che è condotta da forze regolari), anche se è assimilabile (e applicabile) alla controguerriglia. Venendo eseguita in territori controllati dalle proprie forze, la controinterdizione non necessita di infiltrazione preventiva da parte delle pattuglie che la effettueranno, pur muovendosi queste ultime con gli stessi criteri di occultabilità utilizzati dalle forze avversarie infiltrate nel territorio d'operazioni.
In via preliminare:
- le unità più idonee alla condotta della interdizione sono anche quelle più efficaci nel contrastarla;
- i procedimenti più appropriati in controinterdizione sono analoghi a quelli adottati dalla controparte.

Le aree della controinterdizione devono tendere a sovrapporsi ed a coincidere con quelle dell'Interdizione, nella misura in cui ciò è consentito dalla disponibilità di un quadro informativo in costante aggiornamento.
Anche le forze destinate a ciascun'area tendono a ricalcare la composizione ed articolazione di quelle dell'interdizione, con qualche notazione:
- le pattuglie sono meno consistenti e più agili, dovendo confrontarsi soltanto con obiettivi umani e non avendo problemi di alimentazione;
- è indispensabile disporre di una riserva operativa di area, auto/eliportata, per interventi immediati a ragion veduta, meglio se integrata da elicotteri da ricognizione e di attacco.

Per quanto attiene al combattimento:
- la scelta dello schieramento iniziale delle forze segue lo stesso processo operativo previsto per l'interdizione, tendendo idealmente alla sovrapposizione dei dispositivi;
- nell'arco diurno, le pattuglie svolgono un'incessante azione di ricerca, sostenuta da ricognizione aerea, per tenere l'avversario sotto costante pressione, costringerlo a cambiare le zone di bivacco, precludergli il riposo e tendere ad agganciarlo fino all'eliminazione o cattura (tecnica "hunter–killer"), ovvero, quanto meno, privarlo della libertà di azione;
- nell'arco notturno, vengono predisposti posti di ascolto e imboscate sugli itinerari tra le zone di rifugio e i presumibili obiettivi, o su passaggi obbligati;
- la propria sicurezza assume scarso rilievo, in quanto il nemico ha tutto l'interesse a eludere il contatto e a mantenere condotta evasiva;
- all'avversario agganciato non deve essere mai permesso di rompere il contatto, e deve essere segnalato senza indugio al comando di area per l'eventuale impiego della riserva di forze o di fuoco.

La prontezza di intervento della riserva è un fattore risolutivo nei confronti di un avversario appiedato.
Il successo della controinterdizione si misura non solo e non tanto in termini di perdite inflitte al nemico, ma piuttosto nelle quantità di iniziative alle quali egli è stato indotto a rinunciare a causa dell'azione controinterdittiva.
Può darsi, per estremo, che in un ciclo operativo la controinterdizione non stabilisca alcun contatto con le forze contrapposte, ma che queste siano così incalzate e impegnate a sopravvivere da essere costrette all'esfiltrazione.